# Міхалув (Островецький повіт)
Міхалув (пол. Michałów) — село в Польщі, у гміні Балтув Островецького повіту Свентокшиського воєводства.
Населення — 120 осіб (2011).
У 1975-1998 роках село належало до Келецького воєводства.

## Демографія
Демографічна структура на день 31 березня 2011 року:
|          | Загалом | Допрацездатний вік | Працездатний вік | Постпрацездатний вік |
| -------- | ------- | ------------------ | ---------------- | -------------------- |
| Чоловіки | 60      | 14                 | 38               | 8                    |
| Жінки    | 60      | 10                 | 32               | 18                   |
| Разом    | 120     | 24                 | 70               | 26                   |